# Liste der Monuments historiques in Porchères
Die Liste der Monuments historiques in Porchères führt die Monuments historiques in der französischen Gemeinde Porchères auf.

## Liste der Bauwerke
| Bezeichnung | Beschreibung | Standort | Kennzeichnung | Schutzstatus | Datum | Bild |
| ----------- | ------------ | -------- | ------------- | ------------ | ----- | ---- |
| Mühle       | Erbaut 1850  | (Lage)   | PA33000096    | Inscrit      | 2007  |      |